# رافاييل فيلوسو
رافاييل فيلوسو هو لاعب كرة قدم برتغالي في مركز حراسة المرمى، ولد في 3 نوفمبر 1993 في Lourinhã ‏ في البرتغال. شارك مع منتخب البرتغال تحت 17 سنة لكرة القدم ومنتخب البرتغال تحت 18 سنة لكرة القدم ومنتخب البرتغال تحت 19 سنة لكرة القدم ومنتخب البرتغال تحت 20 سنة لكرة القدم. أما مع النوادي، فقد لعب مع ديبورتيفو فابريل ونادي بيلينينسش.

## وصلات خارجية
- رافاييل فيلوسو على موقع اتحاد النرويج (النرويجية)
- رافاييل فيلوسو على موقع قاعدة بيانات كرة القدم.إي يو (الإنجليزية)
- رافاييل فيلوسو على موقع Soccerway.com (الإنجليزية)
- رافاييل فيلوسو على موقع AS.com (الإسبانية)